# فيكتور يانوكوفيتش
فيكتور فيدورفيتش يانوكوفيتش (بالأوكرانية:Віктор Федорович Янукович ، بالروسية:Виктор Фёдорович Янукович)؛ (9 يوليو 1950 -)، سياسي أوكراني، والزعيم الحالي لحزب الأقاليم ذي النفوذ والمعارض، حصل يانكوفيتش على العدد الأكبر من الأصوات في الجولة الأولى من انتخابات الرئاسة الأوكرانية، 2010، وواجه يوليا تيموشينكو في الجولة الثانية من الانتخابات وتفوق عليها.
كان يانوكوفيتش حاكم أوبلاست (مقاطعة) دونتسك من 1997 إلى 2002. خدم يانوكوفيتش رئيسا لوزراء أوكرانيا مرتين، الأولى من 12 نوفمبر 2002 إلى 31 ديسمبر 2004 في عهد الرئيس ليونيد كوتشما. والمرة الثانية من 4 أغسطس 2006 إلى 18 ديسمبر 2007 في عهد فيكتور يوشتشينكو، الذي كان خصمه الرئيسي في انتخابات 2004 الرئاسية، التي أعلن فيها مترشحًا للرئاسة. واجه مظاهرات حاشدة طالبت بعزله نفذتها المعارضة بعد تعليق حكومته توقيع اتفاقية للتجارة الحرة والشراكة مع الاتحاد الأوروبي.

## سنواته الأولى ومساره المهني

### إدانات جنائية
في 15 ديسمبر 1967، حكم على فيكتور يانوكوفيتش – الذي كان في ذلك الوقت في سن السابعة عشر – بالسجن لمدة ثلاث سنوات لمشاركته في سرقة واعتداء. مدة السجن خففت بعد ذلك إلى 18 شهرًا جزءا من عفو بمناسبة الذكرى الخمسين لثورة أكتوبر.

### تكوينه
في عام 1974، دخل يانوكوفيتش إلى جامعة دونيتسك التقنية.

### رئيس الوزراء (2002-2004)
عين الرئيس ليونيد كوتشما يانوكوفيتش في منصب رئيس الوزراء في أعقاب استقالة أناتولي كيناخ. بدأ يانوكوفيتش ولايته كرئيس للوزراء في 21 نوفمبر من عام 2002 بعد نيله 234 صوتًا في المجلس الأعلى الأوكراني، بزيادة 8 أصوات عما كان يحتاج. 
في الشؤون الخارجية، اعتُبرت حكومة يانوكوفيتش مقربة سياسيًا من روسيا، على الرغم من إعلانه دعمه لعضوية أوكرانيا في الاتحاد الأوروبي. على الرغم من أن ائتلاف يانوكوفيتش البرلماني لم يكن يدعم عضوية أوكرانيا في منظمة حلف شمال الأطلسي (الناتو)، وافقت حكومته على تفويض قوات أوكرانية في حرب العراق دعمًا للحرب التي شنتها الولايات المتحدة الأمريكية على الإرهاب. 

### الحملة الرئيسية لعام 2004
في عام 2004، وبصفته رئيسًا للوزراء، شارك يانوكوفيتش في الانتخابات الرئاسية الأوكرانية التي أثارت الجدل كمرشح عن حزب الأقاليم. برزت قاعدة الدعم الرئيسية ليانوكوفيتش من جنوب وشرق أقاليم أوكرانيا، التي كانت تفضل علاقات قريبة مع الجارة روسيا. في الجولة الأولى من التصويت التي عُقدت في 31 أكتوبر 2004، احتل يانوكوفيتش المرتبة الثانية بنسبة 39.3% من الأصوات بعد زعيم المعارضة فيكتور يوشتشنكو الذي حل أولًا بعد نيله 39.8% من الأصوات. ونظرًا إلى أن أيًا من المرشحين لم يتخط عتبة ال50%، حُدد موعد لجولة ثانية من التصويت. في الجولة الثانية من الانتخابات، أُعلن يانوكوفيتش منتصرًا في البداية. إلا أن شرعية الانتخابات كان محل تساؤلات طرحها العديد من الأوكرانيين والمنظمات الدولية والحكومات الأجنبية بعد اتهامات بتزوير الانتخابات. وباتت الاحتجاجات الواسعة الناجمة تعرف بالثورة البرتقالية. وبعد ذلك أُبطلت الجولة الثانية من الانتخابات من قبل المحكمة الأوكرانية العليا، وخسر يانوكوفيتش في جولة الإعادة ضد يوشتشنكو بنسبة 44.2% مقابل 51.9% التي حصل عليها يوشتشنكو. 
بعد الانتخابات، أقر البرلمان الأوكراني اقتراح حجب ثقة غير ملزم بحكومة يانوكوفيتش، مما دفع الرئيس المنتهية ولايته ليونيد كوتشما إلى استبعاد يانوكوفيتش وتعيين حكومة تصريف أعمال. وبعد خمسة أيام على هزيمته الانتخابية، أعلن يانوكوفيتش استقالته من منصب رئيس الوزراء. وفي نوفمبر 2009، صرح يانوكوفيتش أنه أعلن هزيمته من أجل تجنب العنف. «لم أكن أريد أن تفقد الأمهات أطفالهن وأن تفقد الزوجات أزواجهن. لكم أكن أريد أن تتدفق الجثث من كييف إلى نهر دنيبرو. لم أكن أريد الوصول إلى السلطة عبر سفك الدماء». 

### بعد الثورة البرتقالية
بعد هزيمته الانتخابية في عام 2004، تزعم يانوكوفيتش حزب المعارضة الرئيسي ضد حكومة تيموشنكو التي كانت تتألف من حزب أوكرانيا التي لنا الذي ترأسه يوشتشنكو وتكتل يوليا تيموشنكو وحزب أوليكساندر موروز الاشتراكي. أعيقت هذه الحكومة إثر الصراع بين يوشتشنكو وتيموشنكو. وأتاح الدعم الذي ناله حزب الأقاليم، حزب يانوكوفيتش، تشكيل حكومة يوري ييخانوروف في أواخر العام 2005.

## رئيسا لأوكرانيا (2010 - 2014)

### السياسة الداخلية

#### السياسة الثقافية

##### الروسية لغةً رسمية
أعلن يانوكوفيتش أنه يريد أن يجعل من الروسية لغة الدولة الثانية بعد الأوكرانية.

## وصلات خارجية
- فيكتور يانوكوفيتش على موقع IMDb (الإنجليزية)
- فيكتور يانوكوفيتش على موقع IMDb (الإنجليزية)
- فيكتور يانوكوفيتش على موقع الموسوعة البريطانية (الإنجليزية)
- فيكتور يانوكوفيتش على موقع مونزينجر (الألمانية)
- فيكتور يانوكوفيتش على موقع إن إن دي بي (الإنجليزية)
- فيكتور يانوكوفيتش على موقع أوليمبيديا (الإنجليزية)

- خدمة معلومات يانكوفيتش الشخصية
- الموقع الرسمي لحزب الأقاليم